# Leucaena cuspidata
Leucaena cuspidata är en ärtväxtart som beskrevs av Paul Carpenter Standley. Leucaena cuspidata ingår i släktet Leucaena och familjen ärtväxter. IUCN kategoriserar arten globalt som sårbar. Inga underarter finns listade i Catalogue of Life.